# 桑拿斯 (溫哥華)

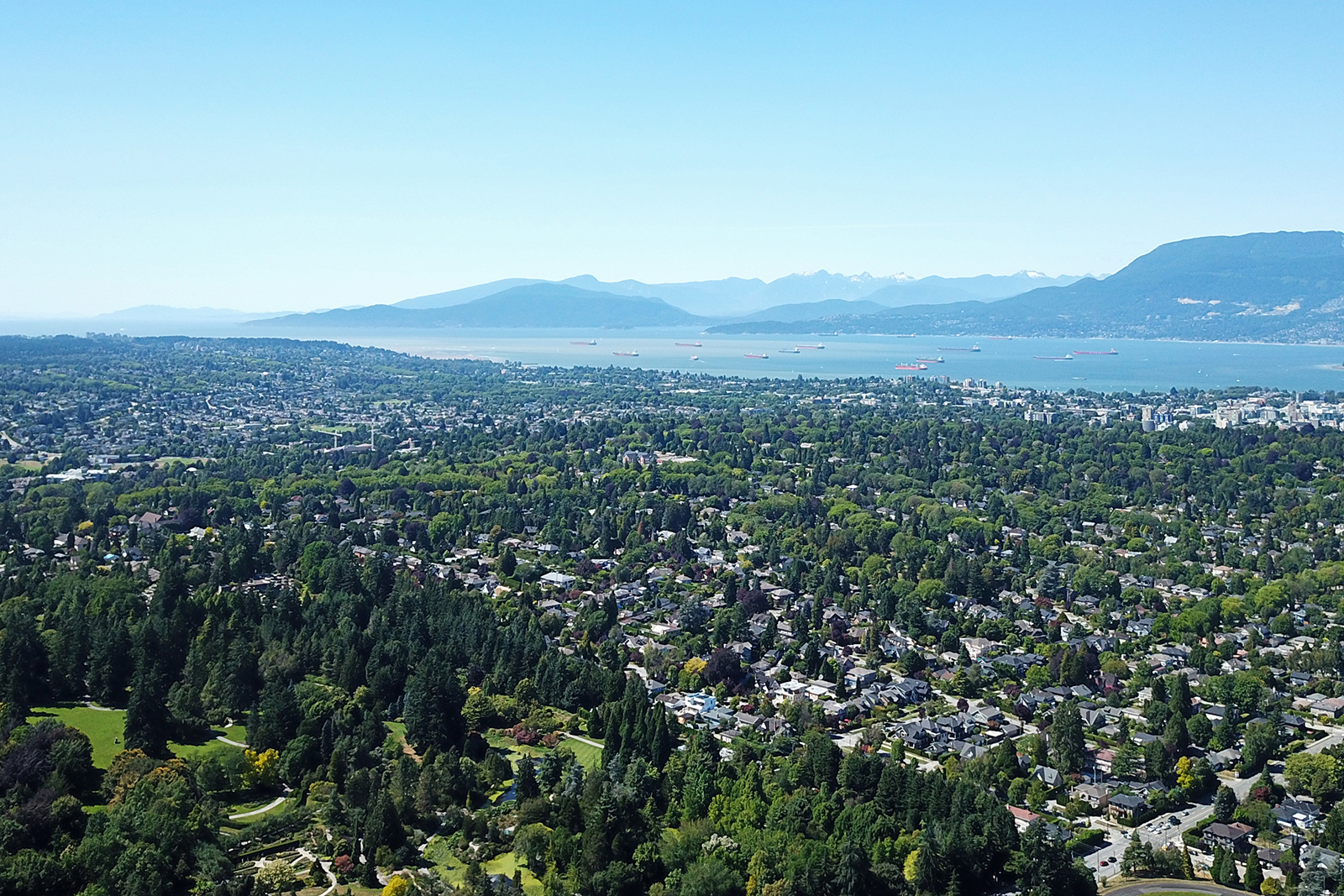
桑拿斯

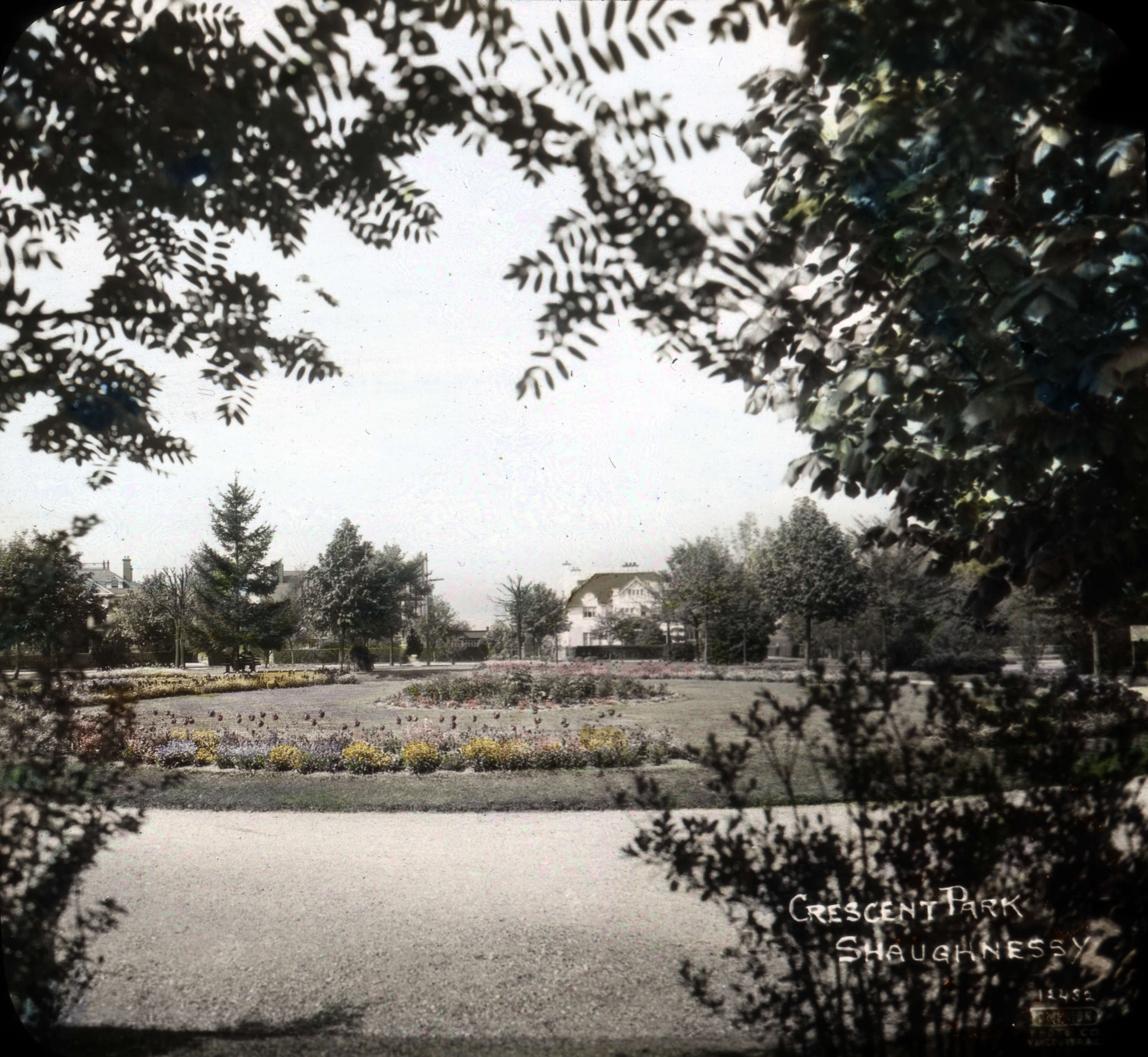
20世紀30年代的桑拿斯公園（新月公園）

桑拿斯是加拿大卑詩省溫哥華的一個社區，幾乎全是住宅區，佔地約447公頃，位於相對中心的地區。它北臨16街，南臨41街，東臨橡樹街，西臨東大道（East Boulevard）。該社區享有盛譽的較舊地段被稱為「第一桑拿斯區」（First Shaughnessy），北臨16街，南臨英皇愛德華路（King Edward Avenue），東臨橡樹街，西臨東大道（East Boulevard）。2016年，人口約為8,810人。該社區以加拿大太平洋鐵路公司前總裁第一代桑拿斯男爵湯馬士·桑拿斯命名。

## 公園
桑拿斯社區有五座公園，即桑拿斯公園（Shaughnessy Park；正式稱為新月公園）、安格斯公園（Angus Park；位於第一桑拿斯區）、德雲郡公園（Devonshire Park）、嘉利士杜公園（Kerrisdale Park）及范度森植物園（VanDusen Botanical Garden；位於33街與41街之間）。阿標特斯綠道（Arbutus Greenway）用地是溫哥華市政府向加拿大太平洋鐵路公司購買的，沿著桑拿斯西部邊界從41街延伸至16街。

## 來源
- Alexander, D. (1998). Learning from Shaughnessy: The role of design guidelines in adjudicating community conflicts. Vancouver: Social Change Institute. Retrieved from VIUSpace （页面存档备份，存于）

49°14′42″N 123°07′59″W / 49.245°N 123.133°W